# Mirabel (Québec)
Mirabel is een stad (ville) in het zuidwesten van de Canadese provincie Québec, 40 km ten noordwesten van Montréal. In 2016 telde Mirabel 50.513 inwoners.
In Mirabel is een belangrijke productie-eenheid van Bombardier Aerospace gevestigd. Ook een Canadees filiaal van Bell Helicopter Textron voor productie van commerciële helikopters is in Mirabel gevestigd. Beide sites grenzen aan de Montréal-Mirabel International Airport, de meest recente luchthaven van Montreal die evenwel uiteindelijk toch niet in gebruik werd genomen voor passagiersvervoer maar nu een luchthaven voor deze twee bedrijven en voor vrachtverkeer is geworden.